# Dokkum
Dokkum (Friese uitspraak: [’dɔkm]) is een stad in de gemeente Noardeast-Fryslân in de Nederlandse provincie Friesland. Op 1 januari 2023 telde de stad 12.965 inwoners.
Dokkum ligt ten zuiden van de Waddenzee en ten (zuid)westen van het Lauwersmeer tussen Damwoude (Damwâld) en Aalsum (Ealsum), gelegen op de grens tussen de Kleistreek en de Friese Wouden (Wâlden). De stadskern ligt rond de plek waar de Dokkumer Ee en het Dokkumergrootdiep samenkomen.
De plaats is een van de Friese elf steden en heeft een regionale verzorgingsfunctie voor Noordoost-Friesland. Dokkum is de vijfde winkelstad van Friesland (56.688 m2 verkoopvloeroppervlakte). Rond Dokkum wordt het Friese dialect Noordhoeks gesproken. Sinds 2016 is Dokkum dankzij de Centrale As (N356) aangesloten op een vernieuwd wegennetwerk richting Leeuwarden, Drachten en Groningen.

## Geschiedenis
Dokkum geniet historisch vooral bekendheid omdat, volgens de overlevering, de Angelsaksische missionaris en heilige Bonifatius in 754 in de omgeving van deze plaats werd vermoord.
Over de etymologische oorsprong van de naam Dokkum zijn verschillende verklaringen in omloop. Sommigen denken aan een combinatie en samentrekking van de Friese mansnaam 'Docko' die hier een erf of 'heim/hiem' zou hebben bezeten. Anderen associëren de naam Dokkum met 'Tockingen', dat is een 'nederzetting aan een tocht of stroom'. Schrijfwijzen voor de plaatsnaam waren onder meer 'Dockinga' en 'Dockynchirica'. 
Sinds de middeleeuwen is in Dokkum een klooster waarin vanaf de 13e eeuw monniken van de Norbertijner orde zijn gevestigd. Olivier van Keulen predikte in 1214 in Dokkum de kruistocht, waaraan dan ook Dokkumers hebben meegedaan. Deze geschiedenis wordt door middel van een halve maan op het wapen van Dokkum in herinnering gebracht.
In 1298 kreeg Dokkum na Stavoren, Harlingen en IJlst als vierde stad van Friesland stadsrechten.
In de Grote Friese Oorlog doet het Geallieerde leger onder leiding van Focko Ukena in 1418 een aanval op Dokkum. Na enkele schermutselingen met de Schieringer verdedigers gaven deze zich over en werd de stad overmeesterd. Dokkum wordt gebrandschat en de stad militair onschadelijk gemaakt.
In de Tachtigjarige Oorlog tegen Spanje was Dokkum een belangrijke pion in de strijd. In 1572 was de stad enkele uren in handen van de geuzen. Dokkum werd daarvoor zwaar gestraft met de Waalse Furie in Dokkum. Na 1579, toen Dokkum zich aansloot bij de Unie van Utrecht, begon een tijdperk van rust. Het roomse klooster en de kloosterkerk werden in 1589 gesloopt, de toren van de kerk bleef tot 1832 het stadsbeeld bepalen.

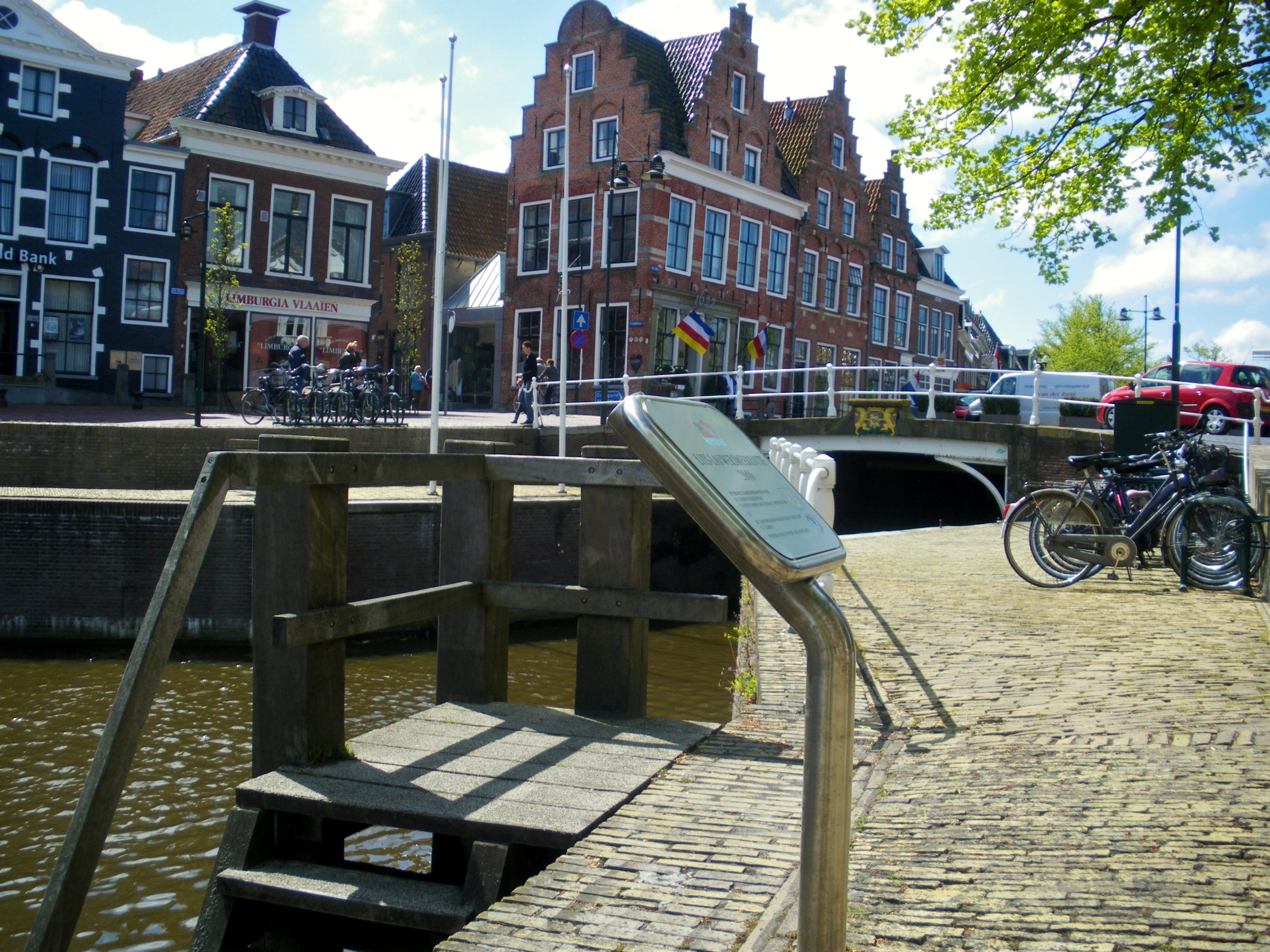
De Zijl over het Dokkumergrootdiep in het centrum

In vroegere jaren lag de stad in open verbinding met de zee, het Dokkumergrootdiep. In 1597 vestigde de Friese Admiraliteit zich in Dokkum. Vanuit hier werden allerlei zaken voor de beveiliging van de handelsvaart en oorlogvoering met Spanje op zee geregeld. Dokkum was van groot strategisch belang, wat ook blijkt uit de aanleg van de stadswallen in de jaren 1581-1582.

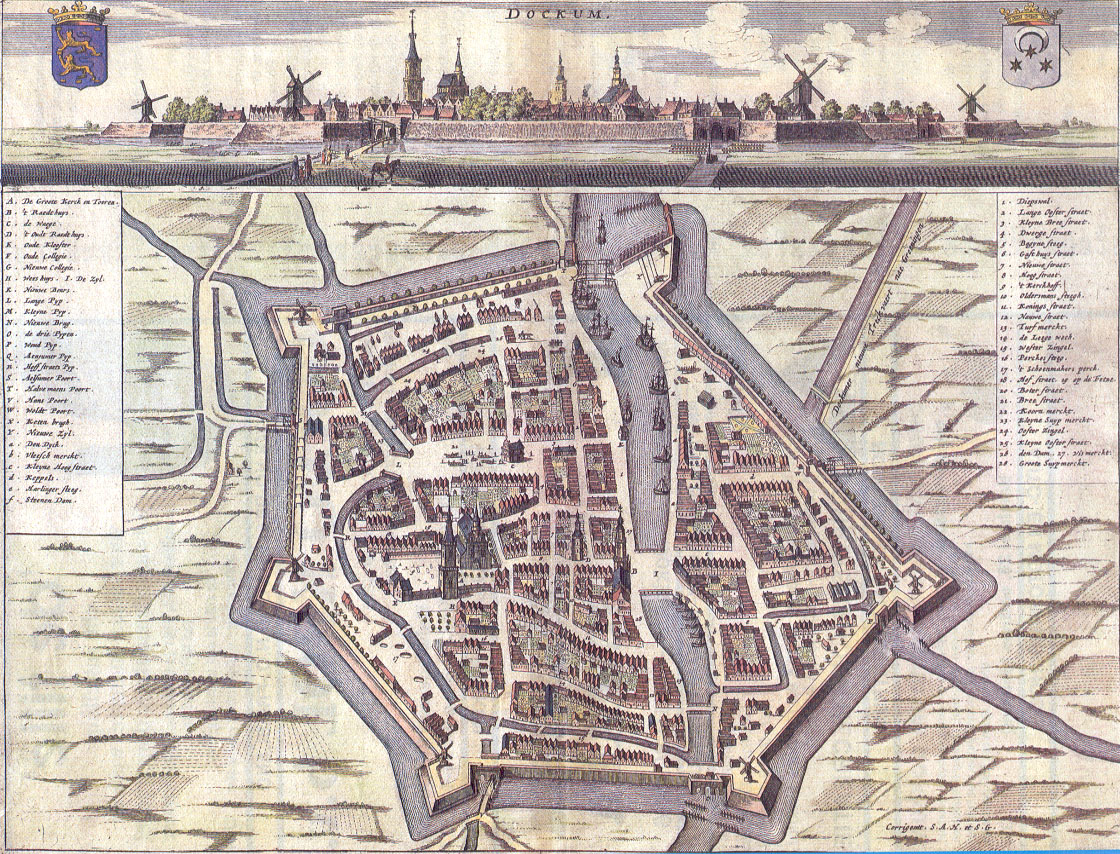
Dokkum in vroegere tijden

Toch bleef de Admiraliteit niet lang in Dokkum. Vanwege het dichtslibben van de vaarroutes verplaatste zij in 1644 het kantoor naar Harlingen. In 1729 werd de open verbinding met de Lauwerszee definitief afgesloten door de aanleg van de Dokkumer Nieuwe Zijlen. Deze verving tevens de oude 16e-eeuwse zeesluis onder de Zijl. Dokkum ontwikkelde zich steeds meer tot een op het land georiënteerde stad.
Door de aanleg van de Stroobossertrekvaart in de jaren 1654 - 1656 ging Dokkum failliet. Dokkum stond en staat in de lokale traditie bekend als "Arm Dokkum".
Tot 1925 bleef de gemeente binnen de begrenzing van de bolwerken, daarna werden delen van Oost- en West-Dongeradeel en Dantumadeel aan de gemeente Dokkum toegevoegd.
Aan het einde van de Tweede Wereldoorlog vond op 22 januari 1945 een represaille in Dokkum plaats.
Tot 1984 was Dokkum tevens een zelfstandige gemeente. Door een samenvoeging met de gemeenten West- en Oostdongeradeel ontstond de gemeente Dongeradeel, waarvan Dokkum de hoofdplaats werd.
Ten zuiden van Dokkum bevindt zich een bron, die door de overlevering in verband wordt gebracht met (de dood van) de hiervoor genoemde Bonifatius. Daardoor is dit een katholiek bedevaartsoord geworden.
In Dokkum begon Fedde Sonnema zijn destilleerderij en likeurstokerij, nog steeds bekend van Sonnema Berenburg. De oude fabriek staat nog altijd in Dokkum. Het pleintje voor de voormalige fabriek is naar Sonnema Sonnemapleintje genoemd. De berenburg wordt inmiddels in Bolsward gestookt.
In de negentiende eeuw ontstond een toenemend ruimtegebrek in Dokkum. Dit was te wijten aan de vestingwallen, die groei naar buiten belemmerden, binnen het schootsveld van de kanonnen op de bastions mocht namelijk niet gebouwd worden. Alle nieuwbouw werd in de binnenstad opgepropt, wat leidde tot het verlies van vele oude historische gebouwen. Gelukkig werd de binnenstad van Dokkum - als een van de eerste plaatsen in Nederland - in 1974 uitgeroepen tot beschermd stadsgezicht en is daarmee een van de beschermde stads- en dorpsgezichten in Friesland.
Vroeger stopte er een trein in Dokkum, het Dokkumer lokaaltje. De passagiersdienst is al voor de Tweede Wereldoorlog opgeheven, het goederenvervoer pas halverwege jaren zeventig. Er was ook een kroeg in Dokkum met de naam "Dokkumer lokaaltje".
Op 18 november 2017 vond de landelijke intocht van Sinterklaas plaats in Dokkum.
In 2019 is de gemeente Dongeradeel samen met de gemeenten Ferwerderadiel en Kollumerland ca opgegaan in de gemeente Noardeast-Fryslân.

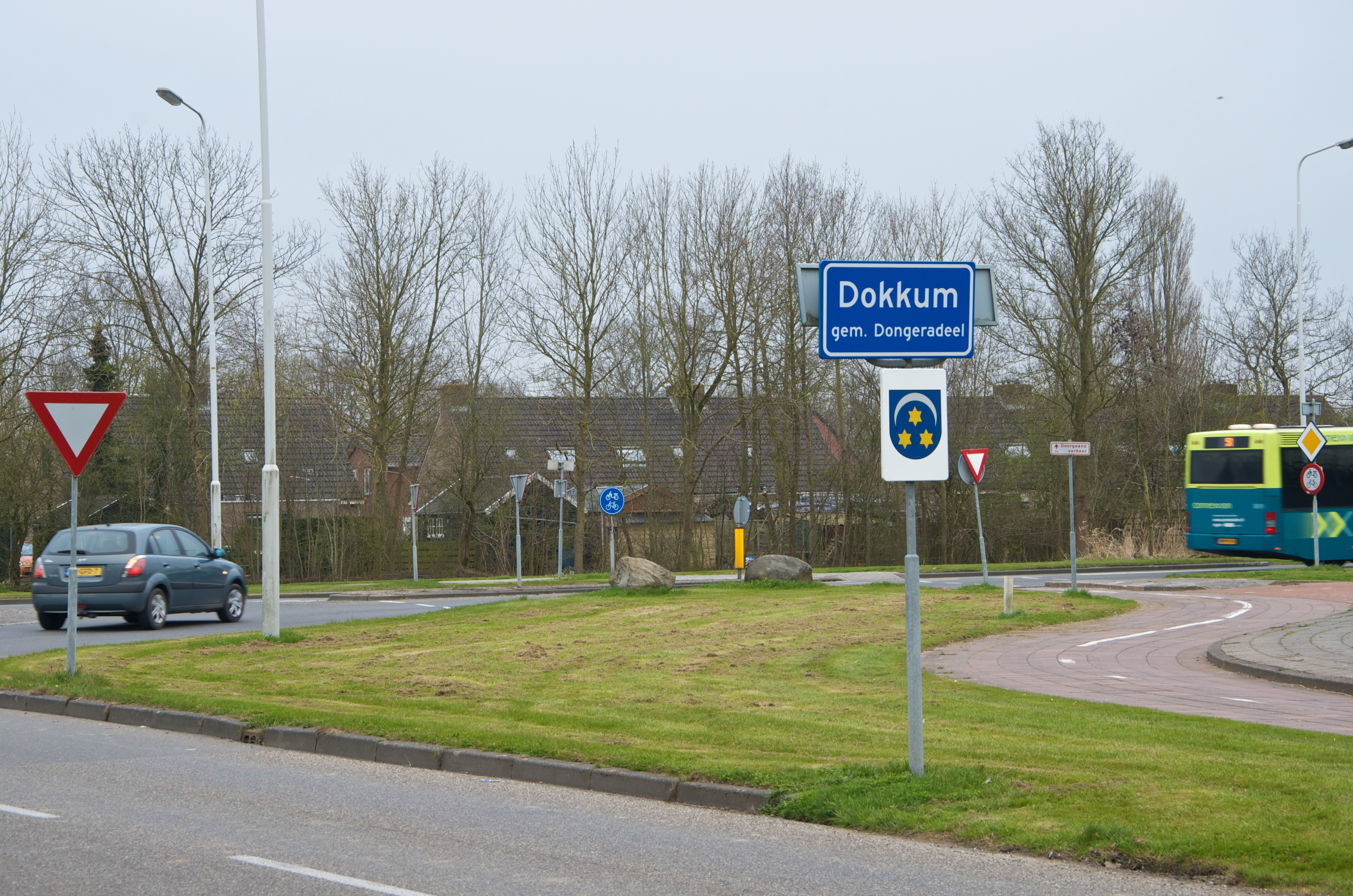
Plaatsnaambord Dokkum

### Bevolkingsgroei

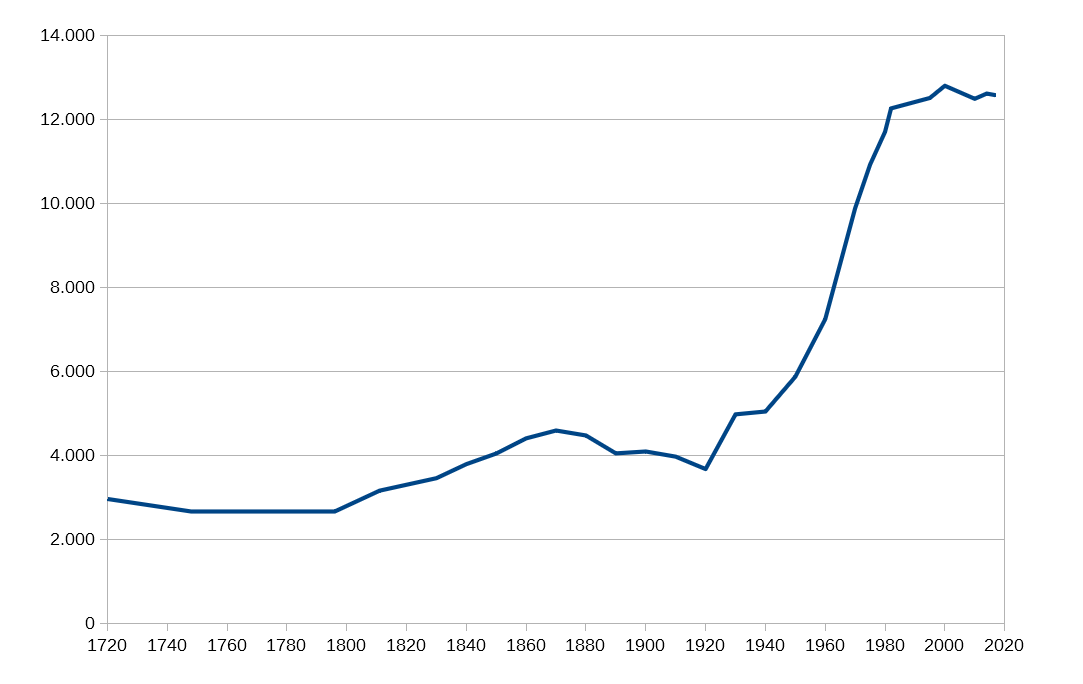
Bevolkingsontwikkeling 1718–2018

Dokkum is tussen 1960 en 2013 gegroeid met 5378 personen. De laatste jaren schommelt de bevolking rond de 12.500 inwoners.
- 1899 - 4.105 inwoners (volkstelling)
- 1920 - 3.574 inwoners[2]
- 1925 - 4.858 inwoners[3]
- 1930 - 4.895 inwoners[4]
- 1940 - 5.049 inwoners[5]
- 1950 - 5.877 inwoners[6]
- 1960 - 7.247 inwoners
- 1965 - 8.440 inwoners
- 1970 - 9.886 inwoners
- 1975 - 10.927 inwoners
- 1980 - 11.704 inwoners
- 1995 - 12.510 inwoners
- 2000 - 12.800 inwoners
- 2010 - 12.490 inwoners
- 2014 - 12.615 inwoners
- 2015 - 12.583 inwoners
- 2016 - 12.516 inwoners
- 2017 - 12.575 inwoners
- 2018 - 12.540 inwoners
- 2019 - 12.600 inwoners
- 2020 - 12.675 inwoners
- 2021 - 12.745 inwoners
- 2022 - 12.830 inwoners
- 2023 - 12.965 inwoners

Bron: CBS Statline

## Dokkum (754-2004) 1250 jaar
Omdat 754 de eerste keer in de geschiedenis is dat Dokkum wordt genoemd, heeft men dit jaar als stichtingsjaar van Dokkum gekozen. In 2004 was dat 1250 jaar geleden, en vanwege dat jubileum was 2004 voor Dokkum een jaar van feestelijkheden. Onder andere met de vierjaarlijkse stadsfeesten werd dit jaar extra groot uitgepakt. Ook verscheen een standaardwerk over de geschiedenis van Dokkum, getiteld Geschiedenis van Dokkum, hart van noordelijk Oostergo.

## Bezienswaardigheden
In het begin van de 21ste eeuw is er veel gerestaureerd in Dokkum. Met behulp van geld van de Europese Unie is de binnenstad opnieuw bestraat en zijn er diverse kunstwerken aangebracht. Ook particulier is er veel aan de stad opgeknapt. Voorbeelden hiervan zijn de Koffiebranderij, waar een restaurant in gevestigd is en het halsgevelhuis 'De Gouden Hand' aan de vleesmarkt. Een Dokkumer specialiteit is Dokkumer koffie. Dokkum telt meer dan 140 rijksmonumenten.

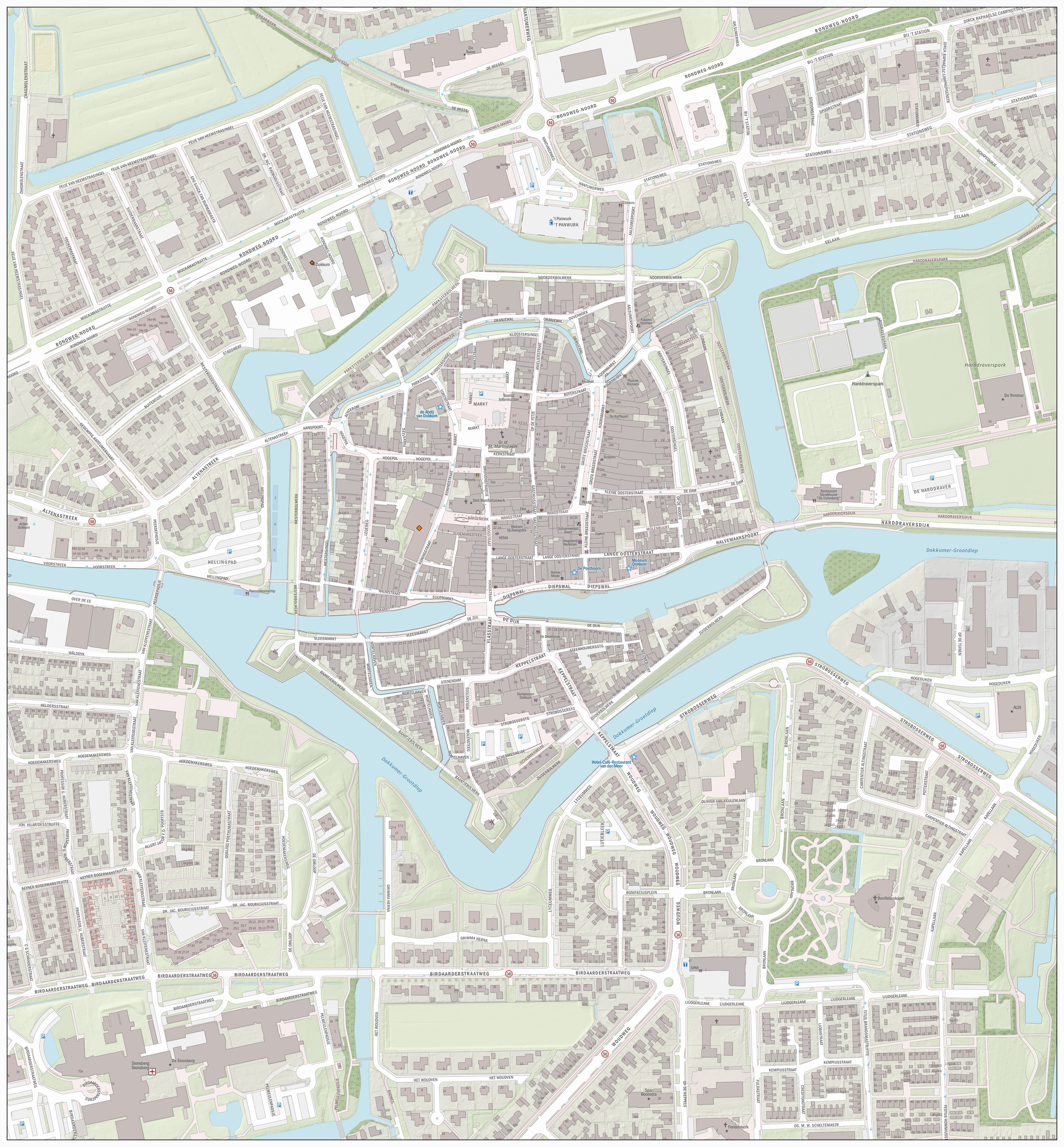
Kaart van het oude centrum van Dokkum, met bezienswaardigheden

### Stadhuis

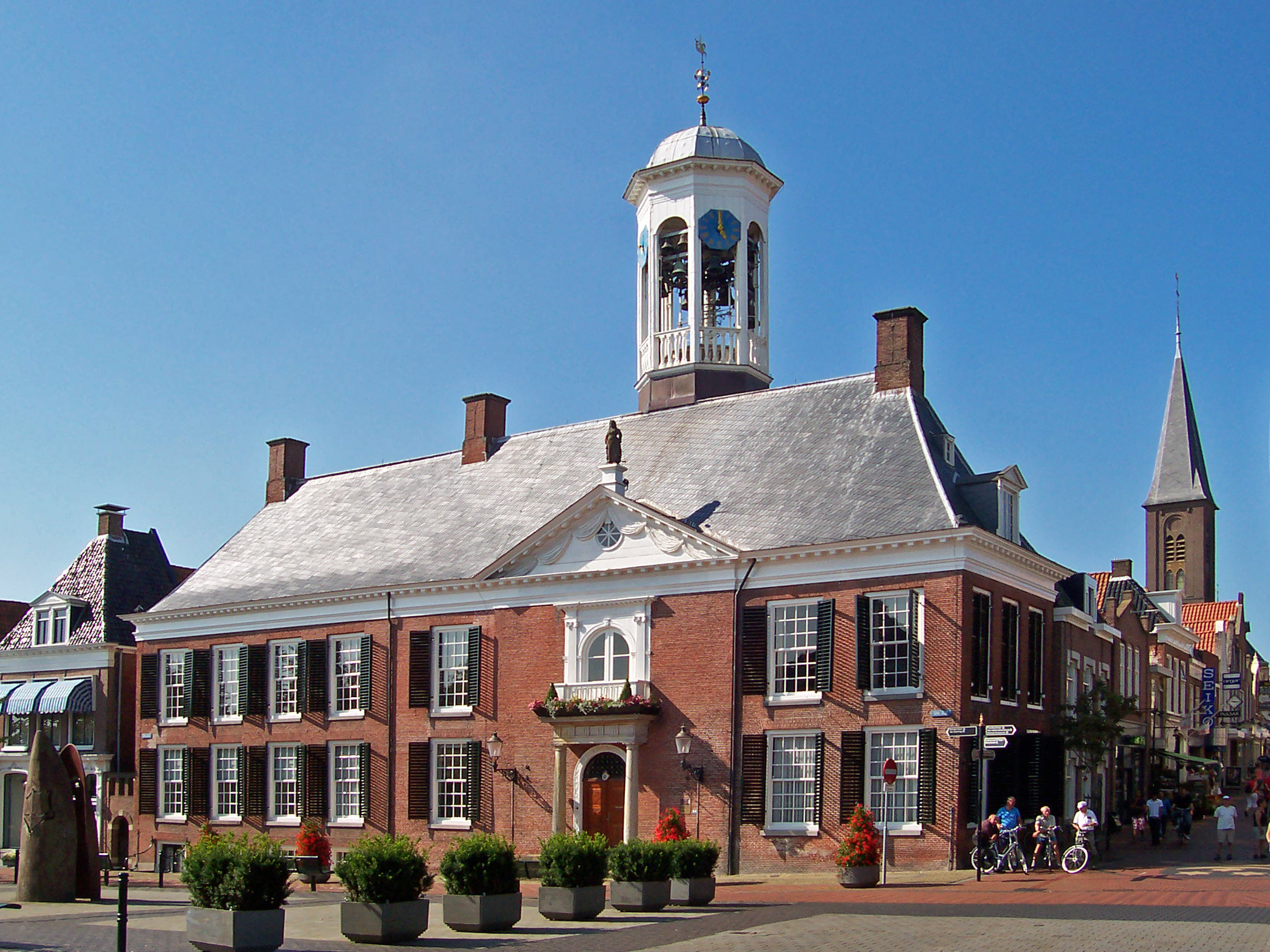
Stadhuis van Dokkum.

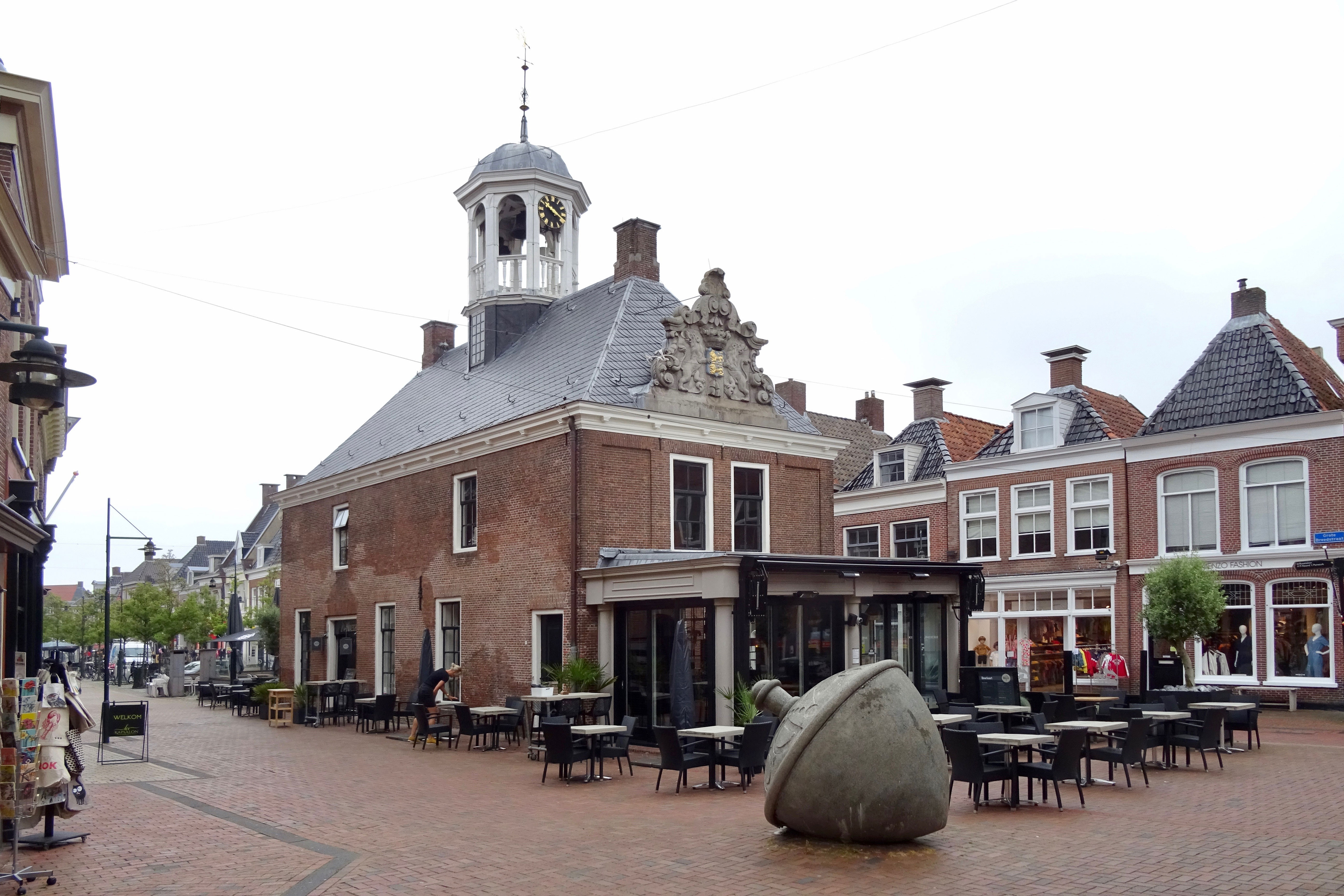
De Dokkumer waag met op de voorgrond De Tol

Het stadhuis van Dokkum is een gebouw uit 1610 dat later nog uitgebreid en verbouwd werd.

### Admiraliteitshuis
In 1596 werd de Admiraliteit van Friesland en Groningen opgericht en gevestigd te Dokkum. Tot 1645 was het admiraliteitshuis (gebouwd in 1618) de vergaderplaats van de Friese en Groningse Admiraliteiten. Het pand is onderdeel van Museum Dokkum. In 1645 verhuisde de Admiraliteit naar Harlingen.

### Blokhuis
Tegenover het stadhuis staan op de plaats van het voormalige blokhuis drie zeventiende-eeuwse huizen. In deze drie gebouwen zitten tegenwoordig winkels.

### Waag
De Waag is gebouwd in 1754, precies 1000 jaar na de stichting van Dokkum. Het bezit vier ionische pilasters met gebeeldhouwde stadswapens en een klokkoepel. Op de gevel staat nog steeds de tekst weegt en waakt. Dit in verband met de tweeledige functie die het vroeger had. Ten eerste werd hier de zuivel gewogen en ten tweede waren hier soldaten gelegerd.

### Kerken
- Grote of Sint-Martinuskerk uit de 16e eeuw.
- Sint-Bonifatiuskerk uit 1871 naar ontwerp van Pierre Cuypers is een van de neogotische kerken in Friesland. De kerk heeft een 47 meter hoge toren. Tijdens de bouw stortte deze toren in, maar werd weer opgebouwd.
- Doopsgezinde kerk (Dokkum)
- Bonifatiuskapel uit 1934 en Bonifatiusbron in het Bonifatiuspark

### Windmolens

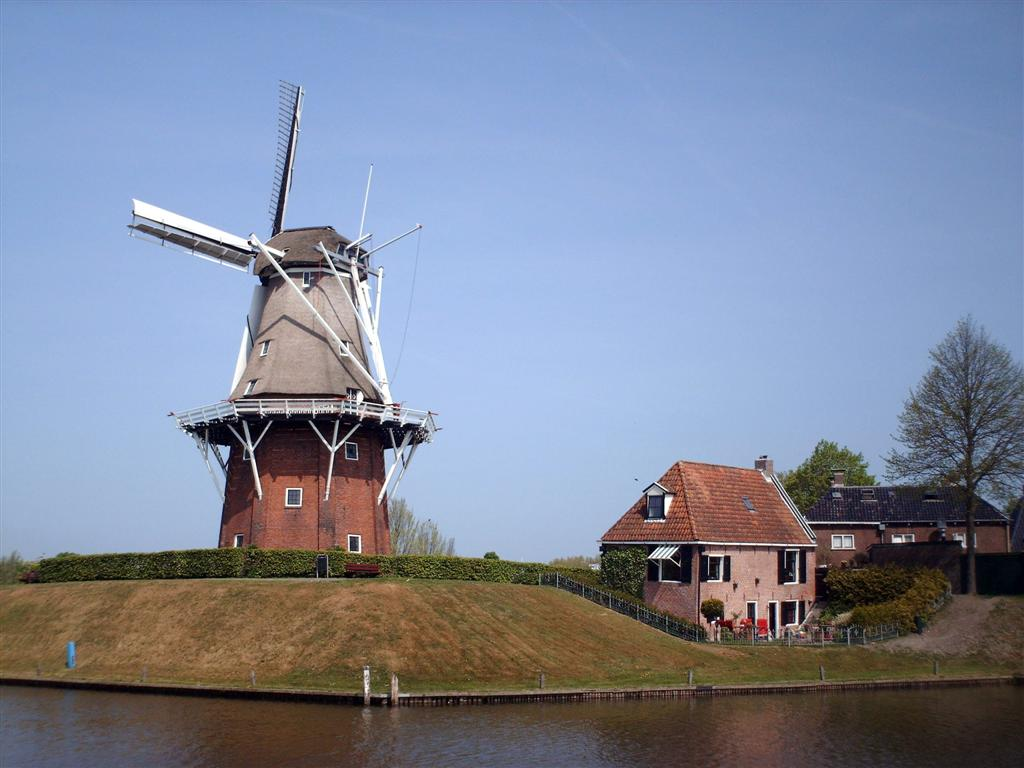
Molen Zeldenrust op een van de bastions

Op de bolwerken van Dokkum staan de korenmolens De Hoop (1849) en Zeldenrust (1862). Direct ten zuidwesten van de stad stond tot 2015 in het natuurgebied de Geestmermeer De Marmeermin, een uit 1968 daterende poldermolen die in 2016 verplaatst werd naar Damwoude.

### Watertoren
De watertoren van Dokkum (1957) is een van de twee Friese wederopbouwmonumenten die in 2007 door de Rijksdienst voor Archeologie, Cultuurlandschap en Monumenten zijn opgenomen in de Top 100 Nederlandse monumenten 1940-1958. In 2010 werd het erkend als rijksmonument. Architect van de toren is de Leeuwarder Jo Vegter.

### Stadswallen
De oude vestingstad van Dokkum is omringd door stadswallen. Deze stadswallen staan bekend als bolwerken. Op zes punten bevinden zich bastions.
De enige ingangen van de vestingstad waren vier poorten: Hanspoort, Halvemaanspoort, Woudpoort en de Aalsumerpoort. Om 21:50 uur werden klokken geluid als waarschuwing dat de poorten gingen sluiten. Mensen buiten Dokkum hadden dan nog tien minuten tijd om naar binnen te gaan. De bolwerken zijn nog steeds goed te zien omdat ze nog steeds intact zijn. Ook nu nog worden om 21:50 uur in Dokkum de klokken geluid om deze traditie ter ere te houden.

### Kunst in de openbare ruimte

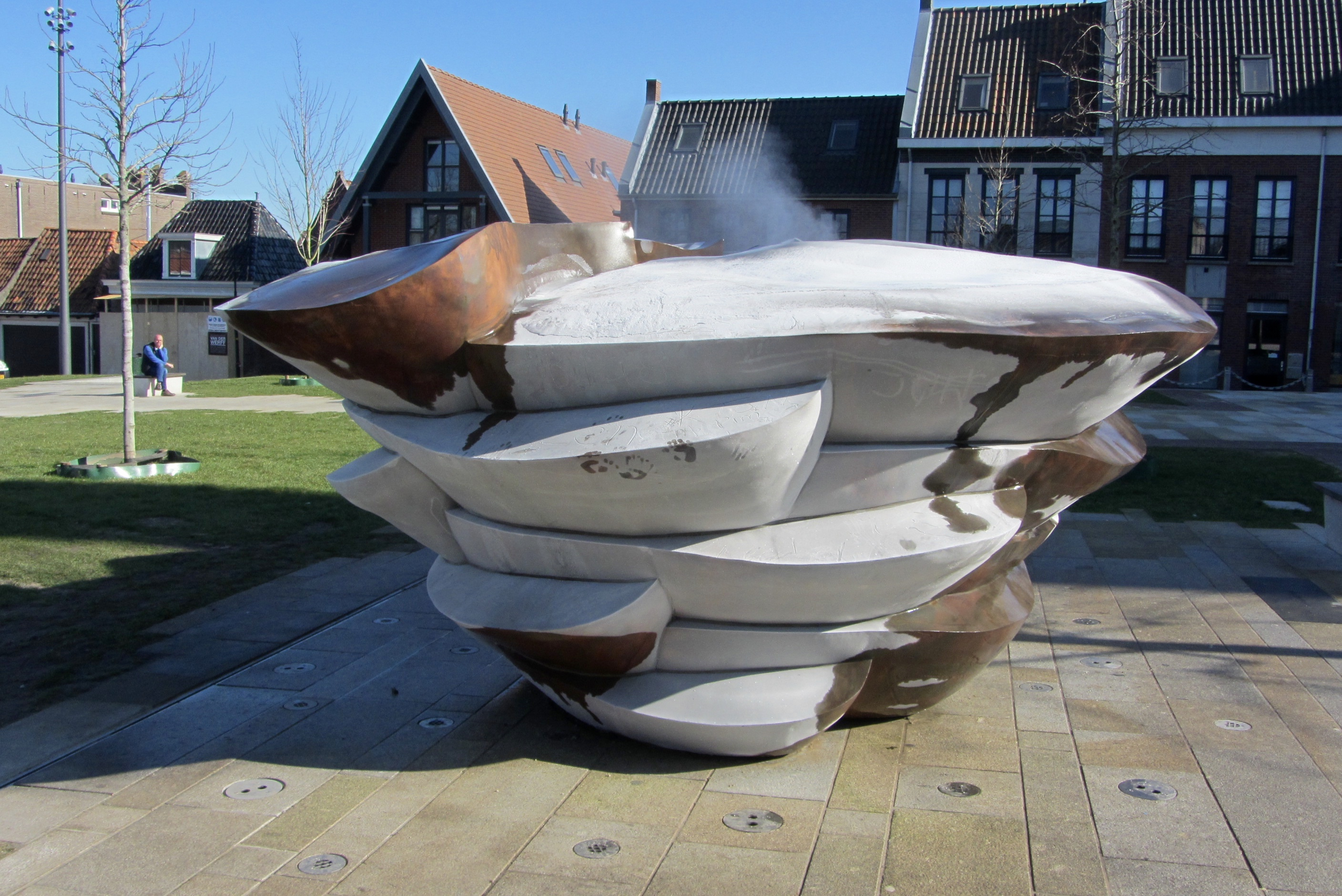
De IJsfontein, een van de 11Fountains.

In Dokkum zijn diverse beelden, sculpturen en objecten geplaatst in de openbare ruimte, zie:
- Lijst van beelden in Noardeast-Fryslân

## Wijken in Dokkum
- Fonteinslanden (1900 inwoners)
- Jantjezeepolder (1205 inwoners)
- Binnenstad (1240 inwoners)
- Watertorenbuurt (1070 inwoners)
- Kooilanden (1620 inwoners)
- Weeshuislanden (1320 inwoners)
- Hoedemakerspolder (1045 inwoners)
- It Fûgellân (2495 inwoners)
- De Trije Terpen (515 inwoners)
- Woudhorne (350 inwoners)
- Betterwird (70 inwoners)
- Dokkum Noord (1030 inwoners)

### De Trije Terpen (nieuwbouwwijk)
Ten zuidwesten van Dokkum wordt de nieuwbouwwijk De Trije Terpen aangelegd. Een wijk van 135 hectare, waarvan 12 hectare bestaande uit water. Deze wijk omvat ruim 220 nieuwbouwwoningen. In de wijk komt een gevarieerd woningaanbod. De wijk zal in drie fases worden gebouwd. Midden in de wijk komt een wijkcentrum, met speeltuin, voetbalveld en volleybalveld.

## Onderwijs en gezondheidszorg

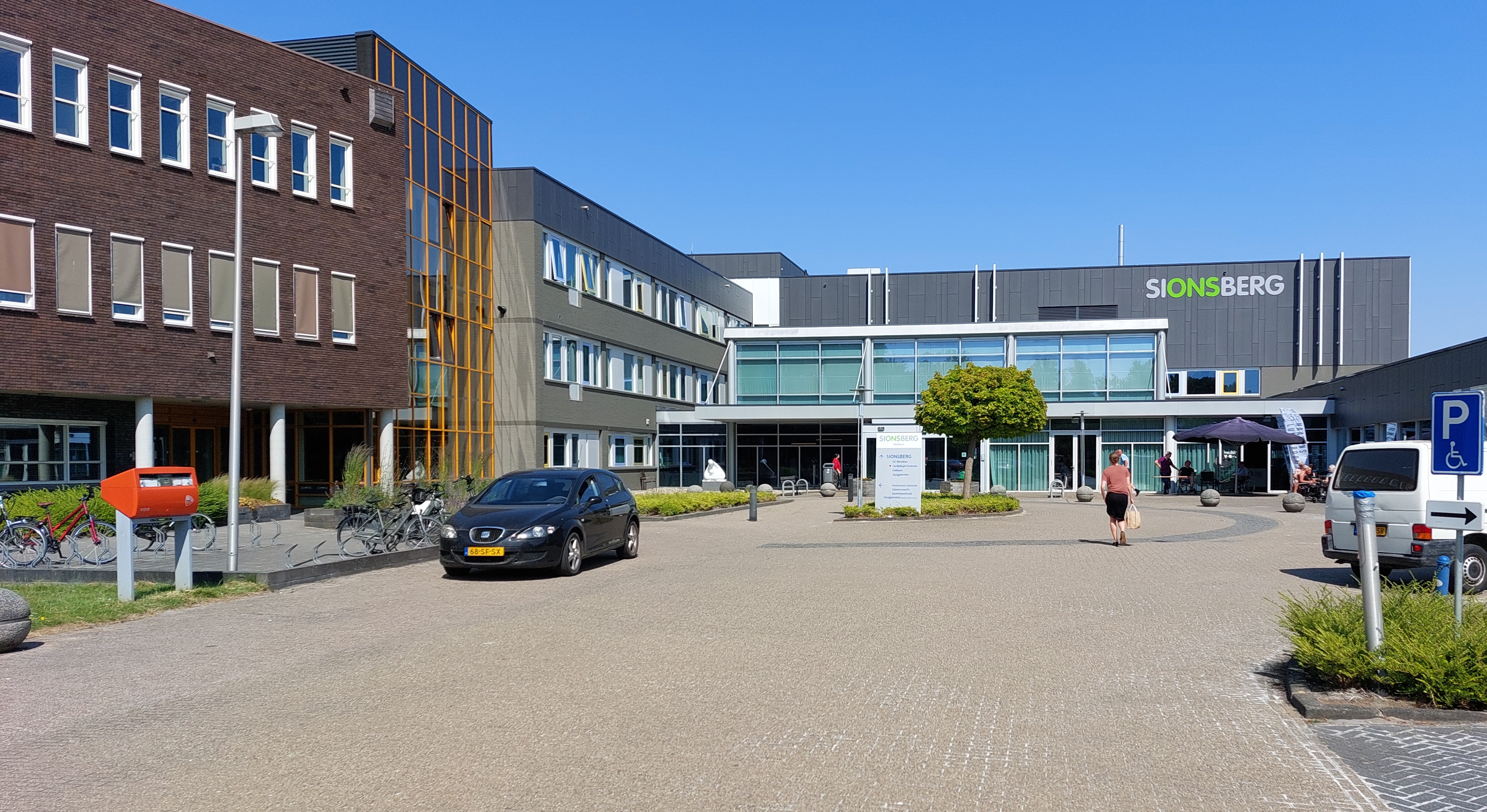
Sionsberg, complex van zorgaanbieders

Enkele onderwijs- en gezondheidsinstellingen in Dokkum zijn:
- Sionsberg, een gebouw waarin een huisartsenpost, diverse paramedische bedrijven en een aantal zelfstandige behandelcentra (zbc) voor medisch specialistische zorg zijn gevestigd.
- Het Dockinga College en Piter Jelles. Deze scholen bieden voortgezet onderwijs aan variërend van VMBO tot en met VWO.
- ROC Friese Poort vestiging Dokkum. Hier worden opleidingen aangeboden, zoals detailhandel en zorg tot en met niveau 4.

## Sport en recreatie

### Sportverenigingen
Bekende amateurvoetbalclubs zijn Be Quick Dokkum en VV Dokkum.

### Recreatie
Door Dokkum loopt de Europese wandelroute E9, ter plaatse ook Noordzeepad of Friese Kustpad geheten. De uitgestrekte velden en wandel/fiets paden rondom Dokkum bieden ook volop mogelijkheden wat van de omgeving te zien.
Dokkum ligt aan de Staande Mastroute, waardoor men vanaf Lauwersoog via Dokkum en Leeuwarden naar Harlingen of het IJsselmeer kan varen. Dokkum heeft tevens diverse hotels en is er een camping. Ook zijn er bij de Ee Brug in Dokkum 10 camperstaplaatsen aan de Dokkumer Ee.

## Winkelen
De stad Dokkum had in 2016 bijna 190 winkels met in totaal 69.000 m² winkelvloeroppervlak. Hiermee komt de omvang van het winkelaanbod van de stad Dokkum (12.575 inwoners) overeen met dat van kernen met tussen de 20.000 en 30.000 inwoners. De binnenstad van Dokkum is in de provincie Friesland de vijfde winkelstad in orde van grootte. (Na Leeuwarden, Drachten, Sneek, en Heerenveen). Verder zijn er veel grootschalige (woon)winkels en bouwmarkten te vinden op winkelpark De Zuiderschans.
De belangrijkste winkelstraten van Dokkum zijn de Diepswal, de Hoogstraat, de Waagstraat en de Kleine/Grote Breedstraat. Het winkelaanbod varieert in het centrum van kledingwinkels en telecomwinkels tot warenhuizen en kleine speciaalzaken. Dokkum kent ook diverse restaurants. Supermarkten zijn gevestigd aan de rand van de binnenstad en in de wijken.

## Cultuur

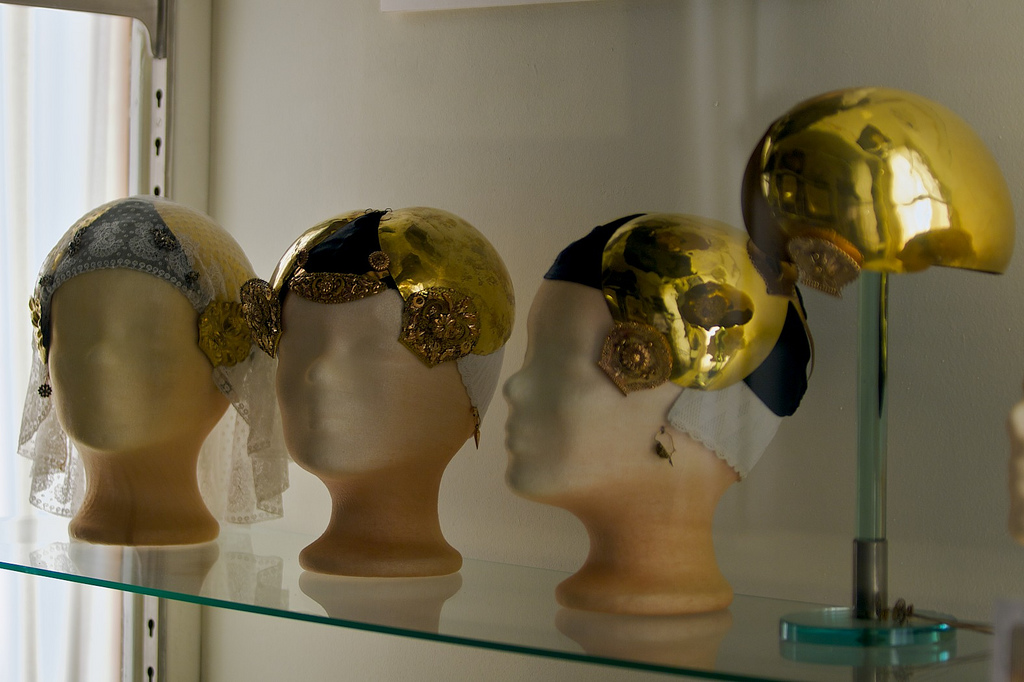
Oorijzers uit de negentiende eeuw in het Museum Dokkum.

In Dokkum is Museum Dokkum gevestigd. Voor theatervoorstellingen kan men bij Sense op het bedrijventerrein Hogedijken terecht. Hier zijn ook de voorstellingen van Filmhuis Dokkum te bekijken.
Dokkum beschikt over diverse uitgaansgelegenheden in zowel de binnenstad als net er buiten. Ter ere van Bonifatius is de stadsbrouwerij Bonifatius 754 opgericht. Deze brouwerij brouwt voornamelijk speciaalbieren en seizoensbieren. In het pand aan de Diepswal zit ook een proeverij.
Aan de rand van Dokkum vindt in de laatste week van juni het metalfestival Dokk'em Open Air plaatst. In Dokkum vindt begin september het jaarlijks terugkerend evenement ‘De Admiraliteitsdagen’ plaats. Tijdens dit evenement zijn er verschillende activiteiten in de stad en is er ‘s avonds live muziek van bekende en minder bekende nationale en regionale artiesten. Het Dokkumer Stadsfeest is een week vol activiteiten gericht op Dokkum en omstreken. Activiteiten tijdens deze week zijn onder andere muziek door heel het centrum, spelletjes voor de jongere kinderen, de drakenbootrace, wandeltochten, markten en een buurt barbecue. Deze stadsfeesten vinden een keer in de vier jaar plaats. In 2016 viel het samen met de Admiraliteitsdagen. Daarnaast zijn er vooral tijdens de zomermaanden veel kleinere activiteiten. Zo is er met regelmaat muziek in de stad, en zijn er diverse open dagen, bij onder andere de korenmolens op de bolwerken.

## Verkeer en vervoer
Sinds 2016 is Dokkum aangesloten op de Centrale As ( ), welke Dokkum op efficiënte wijze verbindt met andere grote dorpen en steden, zoals Drachten en Leeuwarden. 

### Openbaar vervoer
Dokkum is goed bereikbaar met het openbaar vervoer en beschikt over een busstation. De belangrijkste lijnen zijn de HOV-lijnen 355 (sneldienst naar Bolsward) en 356 (sneldienst naar Drachten met een aansluiting op de trein richting Groningen bij station Feanwâlden), uitgevoerd door Qbuzz met de Qliner. 
Tevens zijn er diverse noemenswaardige streekbuslijnen, waaronder lijn 51 welke Leeuwarden met Lauwersoog via Dokkum verbindt. Deze lijn sluit aan op de veerdienst naar Schiermonnikoog. Lijn 56 en lijn 60 richting Leeuwarden gaan via Holwert, waarbij lijn 56 aansluit op de veerdienst naar Ameland. Deze worden eveneens door Qbuzz verzorgd. 
Er zijn meerdere lijnen vanuit Dokkum die een overstap op de sneltrein naar Groningen/Leeuwarden garanderen bij station Feanwâlden (55 en 356). Lijn 63 garandeert een overstap op deze trein op station Buitenpost. 

### Waterwegen
Dokkum ligt aan de Staande Mastroute. Deze route maakt het voor schepen mogelijk om vanaf het Lauwersmeer naar Harlingen en het IJsselmeer te varen, zonder beperkingen in de doorvaarhoogte. In en rondom Dokkum zijn diverse watersport voorzieningen en is er een jachthaven.